# Blackmanstone
Blackmanstone var en civil parish fram till 1934 då den blev en del av Newchurch, Burmarsh och St Mary in the Marsh, i grevskapet Kent, i England. Civil parish var belägen 14 km från Ashford och hade 3 invånare år 1931. Byn nämndes i Domedagsboken (Domesday Book) år 1086, och kallades då Blachemenestone.